# Kostadin Slaev
Kostadin Slaev (Bulgarian: Костадин Слаев; sinh 2 tháng 10 năm 1989) là một cầu thủ bóng đá Bulgaria thi đấu ở vị trí trung vệ cho Vereya.

## Sự nghiệp

### Vereya Stara Zagora
Sau 6 mùa giải ở B Group cùng với Bansko Slaev chuyển đến đội bóng mới lên First League Vereya. Anh ra mắt cho đội bóng ngày 30 tháng 7 năm 2016 trong trận đấu trước Dunav Ruse.

## Thống kê sự nghiệp

### Câu lạc bộ
Tính đến 11 tháng 5 năm 2017 
| Thành tích câu lạc bộ | Thành tích câu lạc bộ | Thành tích câu lạc bộ | Giải vô địch | Giải vô địch | Cúp                  | Cúp                  | Châu lục | Châu lục  | Khác | Khác      | Tổng | Tổng      | Tổng |
| Câu lạc bộ            | Giải vô địch          | Mùa giải              | Trận         | Bàn thắng    | Trận                 | Bàn thắng            | Trận     | Bàn thắng | Trận | Bàn thắng | Trận | Bàn thắng |      |
| Bulgaria              | Bulgaria              | Bulgaria              | Giải vô địch | Giải vô địch | Cúp bóng đá Bulgaria | Cúp bóng đá Bulgaria | Châu Âu  | Châu Âu   | Khác | Khác      | Tổng | Tổng      |      |
| --------------------- | --------------------- | --------------------- | ------------ | ------------ | -------------------- | -------------------- | -------- | --------- | ---- | --------- | ---- | --------- | ---- |
| Bansko                | B Group               | 2010–11               | 4            | 0            | 0                    | 0                    | —        | —         | —    | —         | 4    | 0         |      |
| Bansko                | B Group               | 2011–12               | 22           | 0            | 0                    | 0                    | —        | —         | —    | —         | 2    | 0         |      |
| Bansko                | B Group               | 2012–13               | 24           | 2            | 2                    | 0                    | —        | —         | —    | —         | 26   | 2         |      |
| Bansko                | B Group               | 2013–14               | 21           | 0            | 1                    | 0                    | —        | —         | —    | —         | 22   | 0         |      |
| Bansko                | B Group               | 2014–15               | 27           | 2            | 2                    | 0                    | —        | —         | —    | —         | 29   | 2         |      |
| Bansko                | B Group               | 2015–16               | 25           | 1            | 2                    | 0                    | —        | —         | —    | —         | 27   | 1         |      |
| Bansko                | Tổng                  | Tổng                  | 123          | 5            | 7                    | 0                    | 0        | 0         | 0    | 0         | 130  | 5         |      |
| Vereya Stara Zagora   | Parva Liga            | 2016–17               | 25           | 0            | 1                    | 0                    | —        | —         | —    | —         | 26   | 0         |      |
| Vereya Stara Zagora   | Tổng                  | Tổng                  | 25           | 0            | 1                    | 0                    | 0        | 0         | 0    | 0         | 26   | 0         |      |
| Thống kê sự nghiệp    | Thống kê sự nghiệp    | Thống kê sự nghiệp    | 148          | 5            | 8                    | 0                    | 0        | 0         | 0    | 0         | 156  | 5         |      |

1. ↑  Includes Siêu cúp bóng đá Bulgaria matches.